# Zasloužilý mistr sportu Běloruské republiky
Zasloužilý mistr sportu Běloruské republiky (bělorusky Заслужаны майстар спорту Рэспублікі Беларусь) je běloruský čestný titul. Udílen je sportovcům za dosažení vysokých výsledků na nejvyšší mezinárodní úrovni.

## Historie a pravidla udílení
Původně jako resortní vyznamenání byl tento čestný titul založen roku 1994. Jako státní vyznamenání byl ustanoven zákonem Běloruské republiky O státních vyznamenáních Běloruské republiky ze dne 13. dubna 1995. Upraven byl zákonem ze dne 18. května 2004. Udílí se sportovcům, včetně sportovců se zdravotním postižením, za dosažení vysokých výsledků na olympijských a paralympijských hrách, mistrovství světa a Evropy či na světových a evropských pohárech.
Dne 12. dubna 1996 byly osoby s titulem Zasloužilý mistr sportu SSSR srovnány s osobami, jež obdržely titul Zasloužilý mistr sportu Běloruské republiky.
Vzhled odznaku byl stanoven dekretem prezidenta Běloruské republiky ze dne 15. ledna 1996 O schválení popisu řádů, medailí a odznaků k čestným titulům Běloruské republiky. Nový popis odznaku byl přijat dekretem prezidenta Běloruské republiky ze dne 8. dubna 2005 K některým otázkám udílení státních vyznamenání Běloruské republiky.

## Popis odznaku
Odznak byl původně vyroben z postříbřeného a pozlaceného tombaku a měl tvar čtyřúhelníku o rozměrech 20 × 29 mm. Jeho spodní část byla oválná. Silueta nápisu připomínala běžeckou dráhu stadionu. V jeho horní části byl vyobrazen vavřínový věnec, s písmeny ЗМС uprostřed. Ve středu odznaku byl motiv pochodně. Podél oválu běžeckého pásu byl nápis Заслуженный мастер спорта.
Od roku 2005 je používána nová verze odznaku. Svým vzhledem se podobá původní verzi, nápisy však byly přeloženy z ruštiny do běloruštiny. Nový nápis zní Заслужаны майстар спорту.
Odznak je pomocí jednoduchého očka spojen s blokem o rozměrech 20 × 18 mm. Střed je pokryt modrou stuhou z hedvábného moaré. Ve spodní části je nápis Рэспубліка Беларусь.